# موریس سوادش
موریس سوادش (انگلیسی: Morris Swadesh) (متولد ۲۲ ژانویه ۱۹۰۹ – مرگ ۲۰ ژوئیه ۱۹۶۷) زبان‌شناس آمریکایی که در زبان‌شناسی تطبیقی و تاریخی دارای تخصص بود.

## زندگی‌نامه
سوادش در ماساچوست از والدین مهاجر و یهودی الاصل بسارابی (مولداوی فعلی) متولد شد. وی دوره لیسانس و کارشناسی ارشد را در دانشگاه شیکاگو گذراند و در دوره آموزشی ادوارد ساپیر شرکت کرد و پس از آن به دانشگاه ییل رفت و در آنجا دکترای خود را به پایان رساند. سوادش از سال ۱۹۳۷ تا ۱۹۳۹ در دانشگاه ویسکانسین مدیسون تدریس کرد. او بیشتر عمر خود را در مکزیک و کانادا به تدریس پرداخت. موریس سوادش در سال ۱۹۵۶ با اواگلینا آرانا (زبان‌شناس) ازدواج کرد.
سوادش علاقه خاصی به تحقیق دربارهٔ زبان‌های بومی قاره آمریکا داشت و کارهای گسترده‌ای را در سرتاسر آمریکای شمالی انجام می‌داد. او یکی از پیشگامان گلوتوکرونولوژی و علم واژه‌شناسی بود و به دلیل ایجاد لیست یا همان فهرست معروف سوادش (تلفیقی از مفاهیم اساسی که گمان می‌رفت در فرهنگ‌ها وجود دارد) شناخته شده‌است سوادش معتقد بود که فنون وی می‌توانند روابط عمیقی بین زبانهای ظاهراً نامربوط را پیدا کنند، بنابراین بدین ترتیب امکان شناسایی خانواده‌های بزرگ زبانی و احتمالاً حتی یک زبان "Proto-Human" فراهم می‌شود. نظریه‌های او غالباً بحث‌برانگیز بوده و برخی توسط زبان شناسان بعدی مستهلک شده‌اند.